# Kurdisztáni Munkáspárt
A Kurdisztáni Munkáspárt vagy Kurd Munkáspárt (kurdul: Partiya Karkerên Kurdistan, röviden PKK) 1978-ban jött létre Abdullah Öcalan vezetésével, mint  török elnyomás ellen harcoló kurd gerillaszervezet. 1984-től egészen a mai napig kisebb-nagyobb összecsapásokkal a PKK fegyveres harcot vív a török állam ellen a kurd jogokért és az egyenlőségért. A pártot többek között az Egyesült Államok, Törökország és 2002 májusa óta az Európai Unió is terrorszervezetnek tekinti. 2011-ben összesen 35 (főként államhatósági célpontokra irányuló) terrorcselekményt követtek el, amivel a világ 9. legaktívabb terrorszervezetének minősíthető. 2025. március 1-jén a PKK tűzszünetet hirdetett Törökországgal, és a szervezet májusban feloszlott.

## Története
Amikor a Török Köztársaságot kikiáltották 1923-ban, a török állam igyekezett homogenizálni a társadalmat. Törökországban a török állam szerint csak egy nép létezett: a török. Így főleg az ország keleti részén elnyomott kisebbségek éltek, mint például az asszírok, örmények és a kurdok. Az elnyomás és az erőszakos asszimiláció volt a török kormány érdeke. Csak török nyelvet használhattak, csak török nevet kaphattak a gyerekek, a kurdok és a Kurdisztán szavakat pedig egyszerűen még kiejteni sem lehetett. A kisebbségeket nem ismerték el, mindenkinek töröknek kellett vallania magát.
Egy kurd diákcsoport Ankarában aztán úgy döntött, hogy megalapítja a PKK-t, a Kurd Munkáspártot, amely felszabadítja a kurd embereket az elnyomástól. PKK eredetileg nemcsak a kurdokért, hanem az országban élő kisebbségek jogaiért is harcolt a török állam ellen és a népek közötti szövetségességet hirdeti.
2025. május 12-én a párt bejelentette saját maga feloszlatását. Saját indoklásuk szerint a kurd nép ügyének megoldása eljutott a demokratikus rendezés küszöbéig, így a szervezet eddigi tevékenységének folytatására már nincs szükség (ezt megelőzőleg viszont a csoport török börtönben ülő vezetője, Abdullah Öcalan - aki 1999 óta egy török börtönben van - sürgette a csoportot, hogy egy kongresszuson mondja ki a szervezet feloszlását).

## Tevékenységei

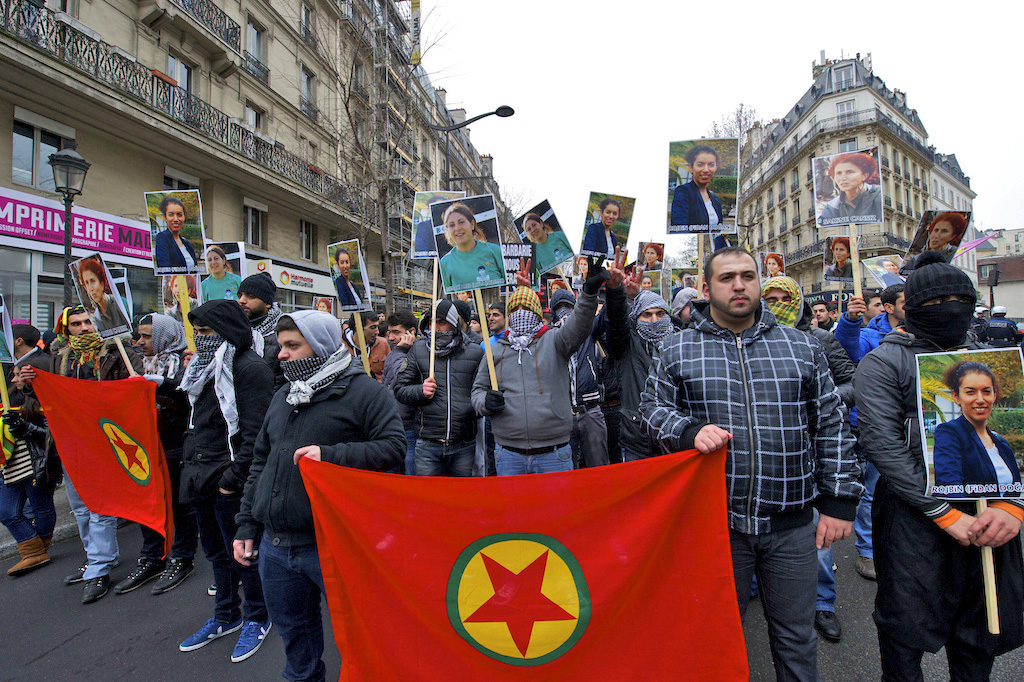
Szimpatizánsok 2013-ban, Párizsban.

1980. november 10-én a PKK és az ASALA örmény radikálisok megtámadták a Strasbourg-i török konzulátust.
1984-ben a szervezet félkatonai gerillacsoporttá alakult, Franciaországban építettek kiképzőtáborokat. Támadásokat indítottak kormányzati létesítmények, katonai és különböző állami intézmények ellen is. A PKK korábban polgári célpontokra is vadászott, így például merényletet követtek el Belgiumban, Franciaországban, Németországban, Törökországban és Irakban is, 1995 óta azonban kizárólag a török fegyveres erők ellen harcol.
A PKK 1984 óta kisebb-nagyobb megszakításokkal háborúban áll Törökországgal. 2012-ben béketárgyalások kezdődtek, azonban mindkét fél valamennyi alkalommal megszegte a tűzszünetet.
Szálih Muszlim, a Demokratikus Egyesülés Pártja, azaz Észak és Kelet Szíria Autonóm Adminisztrációja (AANES) legnagyobb pártjának elnöke nagyon közel áll a PKK-hoz. A PKK együttműködik a Demokratikus Egyesülés Pártjával, együtt hozták létre a PYD fegyveres szárnyát, a Kurd Népvédelmi Egységeket. Ennek a közvetlen kapcsolatnak köszönhetően a PYD, amint az Iszlám Állam rémuralmát felszámolták Szíriában, a bebörtönzött Öcalan által megfogalmazott demokratikus konföderalizmus elvei alapján igyekezett demokratizálni a helyi társadalmat, és kiépíteni a népi demokrácia intézményeit.  
A PKK 2014-ben több ezer jezidit kimenekített, amikor az Iszlám Állam bekerítette őket a Szindzsár-hegységben.
Aktívan részt vett az Iszlám Állam elleni harcban.
A pártból 2004-ben Kurdisztáni Szabadság Sólymai néven kivált egy csoport olyan tagokból, akiknek véleménye szerint a török vezetéssel szemben semmilyen békés megállapodásra nincs esély. Ez a szervezet a PKK tevékenységétől eltérően több alkalommal intézett támadást civilek ellen is.

## Ideológiája
A szervezet kezdetben forradalmi szocialista ideológiájú volt, világméretű kommunista ihletésű forradalmat akart, ennek keretében akarták a kurd nemzeti önrendelkezést kivívni. Az 1980-as években más etnikai csoportokkal is együttműködött, még a radikális török baloldal is segített a kurdoknak az autonómiájukért való küzdelemben. Célkitűzései azonban új elemekkel gazdagodtak és jelentősen módosultak az idők során: eltávolódott a nemzetállami függetlenség eszméjétől és helyette a demokratikus konföderalizmus fogalma és politikai projektje került előtérbe a párt és a mozgalom tevékenységében. Öcalanra, akinek gondolatai a mai napig meghatározzák a párt szellemi életét, jelentősen hatottak olyan radikális szerzők – Immanuel Wallerstein, Murray Bookchin –, akik meglehetősen messze állnak a párt által követett régebbi eszmei irányvonaltól.

## Szervezeti felépítése

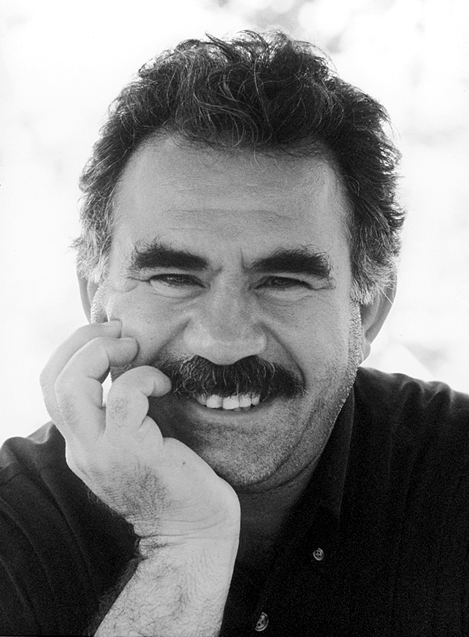
Abdullah Öcalan

A PKK-nak több különböző vezetője van már a nyugat-európai országokban, főleg a kurd közösségekben. Bár Öcalant elfogták 1999-ben és életfogytigtartó szabadságvesztésre ítélték, sokan még mindig a PKK igazi vezetőjének tartják. Mostanra Murat Karayilan vette át az irányítást.

### Kiképzőtáborok
Az első kiképzőtábor 1982-ben épült Bekaa völgyében (amelyik szíriai ellenőrzés alatt állt), amit támogatott a szír kormány és a Palesztinai Felszabadítási Szervezet. Szíriából kiutasították Öcalant 1998-ban, és arra kötelezték, hogy állítsa le a kiképzőtáborait.
A határ menti észak-iraki táborokban képzik ki magukat a Kurd Munkáspárt harcosai, onnan indítanak támadást Törökország felé. Egyértelműen a legjobban felszerelt kiképzőtábor a Kandil-hegységben található.
Kiképzőtáborok bőven találhatók más országban: Eindhovenben a rendőrök találtak rá egy kiképzőtáborra. Hága, Rotterdam, Capelle aan den IJssel város közelében is találtak kiképzőtáborokat, mint ahogy Belgium eldugott helyein is vannak, amiket felszámoltak.

### Zászlók

Az első PKK zászló (1978-1995)
A második PKK zászló (1995-2002)
KADEK zászlója (2002-2003)
Kongra-Gel (KGK) zászlója (2003-2005)

### Felszerelés
| Fegyverek (2007 júliusi adat)                                 | Fegyverek (2007 júliusi adat) | Fegyverek (2007 júliusi adat)                                                            |
| Típus                                                         | Mennyiség                     | Eredet                                                                                   |
| ------------------------------------------------------------- | ----------------------------- | ---------------------------------------------------------------------------------------- |
| AK–47                                                         | 4,500                         | 71,6% Szovjetuniótól, 14,7% Kínától, 3,6% Magyarországtól, 3,6% Bulgáriától              |
| Heckler & Koch G3, PK, SZVD, M16, Heckler & Koch PSG1, Mauser | 5,713                         | 45,2% Oroszországtól, 13,2% Egyesült Királyságtól, 9,4% az Amerikai Egyesült Államoktól. |
| Páncéltörő rakéta                                             | 1,610                         | 85% Oroszországtól, 5,4% Iraktól, and 2,5% Kínától                                       |
| Pisztoly                                                      | 2,885                         | 21,9% Csehszlovákiából, 20,2% Spanyolországból, 19,8% Olaszországtól                     |
| Kézigránát                                                    | 3,490                         | 72% Oroszországtól, 19,8% Amerikai Egyesült Államoktól, 8% Németországtól,               |
| Akna                                                          | 11,568                        | 60,8% Olaszországtól, 28,3% Oroszországtól, 6,2% Németországtól                          |